# Мюллер, Лизель
Лизель Мюллер (англ. Lisel Mueller, 8 февраля 1924 — 21 февраля 2020) — американская поэтесса и литературный критик. Обладательница Национальной книжной премии (1981), лауреат Пулитцеровской премии за поэзию (1997).

## Биография
Лизель Мюллер (урождённая Элизабет Нойманн, нем. Elisabeth Neumann) родилась 8 февраля 1924 года в Гамбурге, в семье школьных учителей. Родители не принимали идеологию нацизма, и с приходом нацистов к власти у них начались всё возрастающие проблемы. Через Италию отцу удалось выехать в США, где в 1937 году им был получен статус политического беженца. В 1939 году к нему удалось присоединиться матери с детьми (Лизель и её младшая сестра Ингеборг).
В 1943 году Лизель (такое имя она выбрала вместо Элизабет для американских документов) вышла замуж за Пола Мюллера. В этом браке родились две дочери, Люси и Дженни. В 1944 году окончила Университет Эвансвилла. Первый сборник её стихотворений «Взаимосвязи» (Dependencies) был опубликован в 1965 году. На 2020 год Лизель Мюллер остаётся единственным родившимся в Германии поэтом, получившим Пулитцеровскую премию за поэзию.

## Сборники стихотворений
- Dependencies (Взаимосвязи, 1965)
- Life of a Queen (Жизнь королевы, 1970)
- The Private Life (Частная жизнь, 1975)
- Voices from the Forest (Голоса из леса, 1977)
- The Need to Hold Still (Необходимость замереть, 1980) — Национальная книжная премия
- Second Language (Второй язык, 1986)
- Waving from Shore (Махая рукой с берега, 1989)
- Learning to Play by Ear (Учась действовать по обстоятельствам, 1990)
- Alive Together: New & Selected Poems (Живы вместе. Новые и избранные стихотворения, 1996) — Пулитцеровская премия за поэзию